# Phragmatobia confluens
Phragmatobia confluens är en fjärilsart som beskrevs av Charles Oberthür 1911. Phragmatobia confluens ingår i släktet Phragmatobia och familjen björnspinnare. Inga underarter finns listade i Catalogue of Life.